# Joseph Morisot
Pour les articles homonymes, voir Morisot.

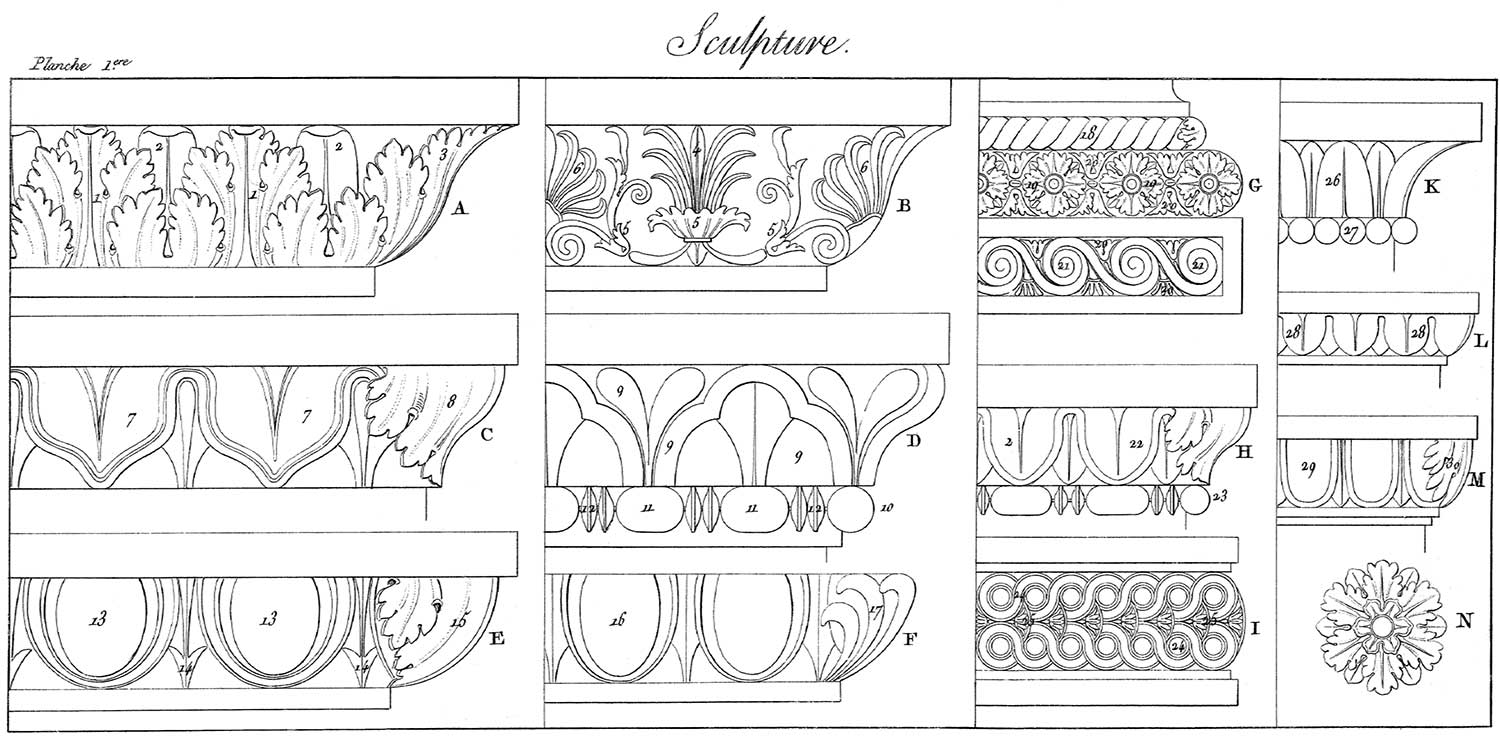
Joseph Morisot, planche de sculptures (1814).

Joseph Madeleine Rose Morisot est un architecte vérificateur du roi, né à Champeaux, arrondissement de Melun, Seine-et-Marne, le 3 août 1767 et mort le 1er octobre 1821 à Versailles. 

## Biographie
Il fait ses premiers essais sous les ordres de M. Delagrange, vérificateur en chef des bâtiments de Louis XVIII et s'occupe spécialement de ce qu'on appelle la comptabilité des bâtiments. Après de longues années consacrées à des recherches, des expériences et de nombreux calculs, il donne au public un traité complet sur cette partie de l'architecture.
Le mérite de ce livre signale son auteur à l'attention de Pierre Daru pendant qu'il était intendant général de la liste civile. Il nomme Morisot l'un des architectes vérificateurs des bâtiments de la couronne. Cette place lui est continuée depuis la Restauration et on lui assigna la résidence de Versailles où il concourut au règlement des travaux considérables exécutés au château royal de cette ville.
M. Morisot s'occupait du soin de publier une seconde édition de son livre lorsqu'il est mort âgé de 54 ans le 1er octobre 1821.
Liste des ouvrages de J. M. R. Morisot :
- Essai sur un nouveau mode de mesurer les ouvrages de bâtiment en supprimant les usages, s.l., 1802, in-8o.
- Tableaux détaillés des prix de tous les ouvrages de bâtiment divisés suivant les différentes espèces de travaux et suivis d'un Traité particulier pour chaque espèce, Paris, Gœury, 1804, 7 vol. in-8o avec planches ; 2e édition, Paris, Gœury, 1820, in-8o. Il n'a paru que 2 volumes de cette édition. L'introduction contient une espèce de bibliographie critique des auteurs qui ont précédemment écrit sur la même matière.